# 小約克 (紐約州)
小約克（英語：Little York）是位於美國紐約州科特蘭縣的非建制地區。

## 歷史
小約克的郵局自1836年營運至今。

## 地理
小約克所處的海拔為高於海平面354米（即1161英呎），而該地所採用的時區為UTC-5，即北美东部时区（EST）。同時該地設有夏令時間，為UTC-5調快一小時，即UTC-4（EDT）。